# Gorges de Galamus
Gorges de Galamus is een kloof in de departementen Aude en Pyrénées-Orientales in het zuiden van Frankrijk. Op de bodem van de kloof stroomt het riviertje de Agly.
De kloof is bereikbaar vanuit Cubières-sur-Cinoble en Saint-Paul-de-Fenouillet. Er kan gecanyoned worden in de kloof. Aan het zuidelijke einde van de kloof in het departement Pyrénées-Orientales is uitzicht op de Pic du Canigou, een 2784 meter hoge berg.